# Paul Eiding
Paul Eiding (Cleveland (Ohio), 28 maart 1957) is een Amerikaans acteur en stemacteur.

## Filmografie

### Animatiefilms
Selectie:
- 2018 Incredibles 2 - als Reflux
- 2013 Monsters University – als stem
- 2009 Up – als stem
- 2008 WALL•E – als stem
- 2007 Ben 10: Secret of the Omnitrix – als opa Max
- 2002 Treasure Planet – als stem
- 2002 Cinderella II: Dreams Come True – als stem
- 2001 Monsters, Inc. – als stem
- 2001 Spirited Away – als stem
- 1999 The Iron Giant – als stem
- 1999 Tarzan – als stem
- 1998 A Bug’s Life – als stem
- 1998 Pocahontas II: Journey to a New World – als stem
- 1998 Quest for Camelot – als stem
- 1994 Scooby-Doo in Arabian Nights – als stem
- 1986 The Transformers: The Movie – als Perceptor

### Films
Selectie:
- 2015 The Submarine Kid - als burgemeester
- 1996 Bio-Dome – als assistent
- 1984 Best Defense – als toerist

### Animatieseries
Selectie:
- 2012-2014 Ben 10: Omniverse – als opa Max – 51 afl.
- 2010-2011 Ben 10: Ultimate Alien – als opa Max – 7 afl.
- 2008-2010 Ben 10: Alien Force – als opa Max – 17 afl.
- 2005-2008 Ben 10 – als opa Max – 49 afl.
- 2005-2006 W.I.T.C.H. – als Jeek – 4 afl.
- 1991-1993 The Pirates of Dark Water – als stem – 16 afl.
- 1991 The Toxic Crusaders – als No-Zone – 13 afl.
- 1983-1984 The Littles – als stem – 21 afl.

### Televisieseries
Selectie:
- 1994 Picket Fences – als Jason Steinberg – 6 afl.
- 1987-1988 The Charmings – als Don Miller – 19 afl.

### Computerspellen
Selectie:
- 2018 Fallout 76 - als stem
- 2015 StarCraft II: Legacy of the Void - als stem
- 2015 Fallout 4 - als vertegenwoordiger Vault-Tec / Arlen Glass
- 2013 Ratchet & Clank: Into the Nexus - als Zephyr
- 2013 Call of Juarez: Gunslinger – als Ben
- 2012 Guild Wars 2 – als Forgal Kernsson
- 2011 Star Wars: The Old Republic – als stem
- 2011 The Elder Scrolls V: Skyrim – als Galmar Stone-Fist / Septimus Signus / Felldir the Old
- 2010 God of War: Ghost of Sparta – als supporter van Ares / grafdelver
- 2010 StarCraft II: Wings of Liberty – als beul / Overmind
- 2009 Dragon Age: Origins – als Maferath / Fort Drakon Jailor
- 2008 Fallout 3 – als Nathan Vargas / Abraham Washington / Tree Father Birch
- 2008 Metal Gear Solid 4: Guns of the Patriots – als Roy Campbell
- 2007 Ben 10: Protector of Earth – als opa Max
- 2007 Guild Wars: Eye of the North – als Jalis Ironhammer
- 2007 God of War II – als Theseus
- 2006 Guild Wars Nightfall – als prins Mehtu de wijze
- 2006 Guild Wars Factions – als stem
- 2005 Jade Empire – als Kang de gekke / Fortunate Puzzle
- 2005 God of War – als grafdelver / Zeus / Griekse soldaat
- 2000 Diablo II – als Mephisto
- 1998 StarCraft: Brood War – als Aldaris
- 1998 Metal Gear Solid – als Roy Campbell

- International Standard Name Identifier: 0000 0000 5412 7964
- Library of Congress Control Number: no2005001870
- Virtual International Authority File: 7114340
- WorldCat: E39PBJqKff7gR7cKRTWcvyHwG3